# Donji Cerovljani
Donji Cerovljani est un village de la municipalité de Hrvatska Dubica (comitat de Sisak-Moslavina) en Croatie. Au recensement de 2011, le village comptait 76 habitants.